# Giuni
Giuni è un album di Giuni Russo, pubblicato nel 1986 su etichetta Bubble Record.

## Descrizione
Dopo diversi ostracismi, da parte - inizialmente - della Compagnia Generale del Disco (nella veste della discografica Caterina Caselli) e successivamente anche da altre case discografiche che si rifiutarono di metterla sotto contratto, Giuni Russo venne accolta dalla Bubble Record (distribuzione Ricordi), piccola etichetta discografica romana con cui venne pubblicato l'album Giuni, già in lavorazione da oltre un anno.
Ai cori dell'album parteciparono le Pumitrozzole, il primo gruppo italiano di teatro omosessuale militante, di cui faceva parte anche Platinette, oltre a Maria Antonietta Sisini e Flavio Merkel.
Illusione, che chiude l'album, è una rivisitazione non dichiarata del brano Clamor, del compositore E.R. Pinto, tratto dall'album Fuego Del Andes (1959) di Yma Sumac.

### Alghero
Dall'album fu estratto il singolo Alghero, canzone che sebbene all'epoca ottenne solo un discreto successo di vendita, nel tempo è diventata un cult degli anni ottanta. Il brano fu presentato in diverse manifestazioni canore televisive e radiofoniche, in particolare al Festivalbar, dove Giuni partecipò per l'ultima volta, e a Vota la voce.
L'idea di scrivere Alghero partì da un volo Roma-Alghero nel 1984, periodo in cui la madre della sua compagna artistica Maria Antonietta Sisini era in fin di vita, e Giuni  - nonostante i molti impegni promozionali - cercava sempre di offrirle la propria vicinanza, raggiungendo la Sardegna in aereo, tra un concerto e l'altro, ogni qual volta potesse.

## Tracce
1. Alghero – 4:05 (testo: Giuni Russo – musica: Maria Antonietta Sisini)
2. I ragazzi del sole (testo: Giuni Russo, Giuseppe Tripolino – musica: Maria Antonietta Sisini)
3. Piove, piove (testo: Giuni Russo – musica: Maria Antonietta Sisini)
4. Sogno d'oriente (testo: Giuni Russo – musica: Maria Antonietta Sisini)
5. Occhiali colorati (testo: Testo di Giuni Russo, Gianfranco Signori – musica: Maria Antonietta Sisini)
6. Con te (testo: Giuni Russo – musica: Maria Antonietta Sisini)
7. Glamour (testo: Giuni Russo – musica: Maria Antonietta Sisini)
8. Europa (testo: Giuni Russo – musica: Maria Antonietta Sisini)
9. Illusione (testo: Giuni Russo – musica: Maria Antonietta Sisini)

### Singolo
- Alghero/Occhiali colorati

## Formazione
- Giuni Russo – voce
- Roberto Colombo – tastiera
- Alfredo Golino – batteria, percussioni
- Marco Colombo – chitarra
- Matteo Fasolino – tastiera
- Francesco Soom – batteria, percussioni
- Silvano Roggero – programmazione
- Stefano Previsti – tastiera
- Paolo Costa – basso
- Lele Melotti – batteria, percussioni
- Sante Palumbo – violino
- Emanuele Cisi – sax
- Maria Antonietta Sisini, Flavio Merkel, Platinette – cori

## Crediti
- Produzione Artistica: Maria Antonietta Sisini e Tony Ruggero
- Arrangiamenti: Roberto Colombo
- Art Direct: Luciano Tallarini
- Foto Copertina: Marco Gilberti
- Registrazione: presso gli Studi di Roberto Colombo